# Sport Tre Nuvolari
Sport Tre Nuvolari è stato un canale gratuito edito dal gruppo LT Multimedia, dedicato allo sport più specificamente al mondo dei motori.

## Storia
La partenza sperimentale del canale è avvenuta il 1º novembre 2013 ed era presente sulla piattaforma Tivùsat all'LCN 46 e sul digitale terrestre sull'LCN 62 sostituendo Sportitalia 24.
Dal 4 dicembre Francesco Maria Lotti è il coordinatore dei programmi e responsabile del canale.
Dal 18 dicembre 2013 il canale diventa Sport Tre Nuvolari ma il nome Sport Tre viene mantenuto in alcuni bumper e sigle o come abbreviazione.
Dal 19 dicembre 2013 le trasmissioni di Sport Tre Nuvolari, insieme a quelle di Sport Uno e Sport Due, sono state sospese esclusivamente sul digitale terrestre in seguito della revoca da parte della stessa LT della partnership con la società Sitcom Media riguardo alla fornitura del palinsesto dei tre canali, la relativa distribuzione sui canali 60, 61, 62 del digitale terrestre e l'utilizzo dei propri marchi e brand. Le trasmissioni sono proseguite regolarmente su Tivùsat e sulla piattaforma streaming Italia Smart.
Il 20 febbraio 2014 Sport Uno, Sport Due e Sport Tre Nuvolari hanno cessato le trasmissioni.

## Programmi

### Motori
- Red Bull X-Fighters 2011-2012
- Red Bull Air Race
- World Superbike 2013
- Speciale Supercross 2011
- Campioni in erba
- Campioni si nasce
- The motorhead traveller
- Miti per caso
- Sled sense
- Alla scoperta di auto antiche
- Chopper challenge
- Take off
- Great Cars
- Mega Tuning
- Hot Rod TV
- Supercars
- Police interceptors
- Tuningmania
- Four Wheeler TV
- Flightpath
- Driving wars
- Stunt Stars

## Ascolti

### Share 24h* di Sport Tre[5]
|      | Gennaio | Febbraio | Marzo | Aprile | Maggio | Giugno | Luglio | Agosto | Settembre | Ottobre | Novembre | Dicembre | Media anno |
| ---- | ------- | -------- | ----- | ------ | ------ | ------ | ------ | ------ | --------- | ------- | -------- | -------- | ---------- |
| 2013 | -       | -        | -     | -      | -      | -      | -      | -      | -         | -       | N.R.     | 0,03%    |            |
| 2014 | N.R.    | chiuso   | -     | -      | -      | -      | -      | -      | -         | -       | -        | -        | -          |

*Giorno medio mensile su target individui 4+